# Марин, Ристо-Матти
Ристо-Матти Марин (фин. Risto-Matti Marin; 3 сентября 1976, Куопио, Финляндия) — финский пианист.

## Биография
Родился 3 сентября 1976 года в Куопио. Начал играть на фортепиано в четыре года, учился в своём родном городе, в 1996 г. разделил первое место на городском конкурсе пианистов, после чего на следующий год поступил в Академию имени Сибелиуса, окончив курс в 2004 году; наставниками Марина были Эрик Тавастшерна и Теппо Койвисто. В 2010 г. там же защитил докторскую диссертацию на тему «Искусство транскрипции».

## Творчество
В 2003 году получил третью премию на Международном конкурсе пианистов имени Ференца Листа в Веймаре (первая премия не присуждалась).
Марин выпустил три диска с фортепианными транскрипциями, в том числе четыре масштабных переложения Августа Страдала из Ференца Листа.